# Neanthes manatensis
Neanthes manatensis är en ringmaskart som beskrevs av Pillai 1965. Neanthes manatensis ingår i släktet Neanthes och familjen Nereididae. Inga underarter finns listade i Catalogue of Life.